# 반따쿤군
반따쿤군은 수랏타니주의 행정 구역이다. 이 지역의 총 인구 수는 2005년 기준으로 14116명이다. 인구 밀도는 10.8km2이다.

## 행정 구역
| 번호 | 지명       | 태국어 지명 | 빌리지 | 인구  |
| ---- | ---------- | ----------- | ------ | ----- |
| 1.   | Khao Wong  | เขาวง       | 6      | 4,303 |
| 2.   | Phasaeng   | พะแสง       | 9      | 3,158 |
| 3.   | Phru Thai  | พรุไทย       | 9      | 2,648 |
| 4.   | Khao Phang | เขาพัง       | 5      | 4,007 |

|  | 이 글은 지리에 관한 토막글입니다. 여러분의 지식으로 알차게 문서를 완성해 갑시다. |